# Nevertheless
Nevertheless (hangeul : 알고있지만, ; RR : Algoitjiman) est une série télévisée sud-coréenne diffusée du 19 juin au 21 août 2021 sur JTBC. Elle est diffusée sur Netflix depuis le 29 août 2021.
Basé sur un webtoon du même nom de Jung Seo, elle raconte l'histoire de deux personnes attirées l'une par l'autre mais sceptiques à propos de l'amour, en raison de leurs relations passées.

## Distribution

### Acteurs principaux
- Han So-hee : Yoo Na-bi[4],[5]
- Song Kang : Park Jae-eon[4],[5]
- Chae Jong-hyeop (en) : Yang Do-hyeok[6]
- Lee Yul-eum (en) : Yoon Seol-ah[7]
- Yang Hye-ji (en) : Oh Bit-na[8]

### Acteurs secondaires
- Kim Min-gwi (en) : Nam Gyu-hyun[9]
- Lee Ho-jung (en) : Yoon Sol[10]
- Yoon Seo-ah : Seo Ji-wan[11]
- Jung Jae-kwang (en) : Ahn Kyung-joon[12]
- Han Eu-ddeum : Min-young
- Yoon Sa-bong (en) : Jung Sook-eun
- Seo Hye-won (en) : Jang Se-young
- Lee Seung-hyub (en) : Joo Hyuk
- Kim Moo-jun : Yoo Se-hoon
- Yoo Ji-hyun : Yoon-ji
- Son Bo-seung : Min-sang
- Lee Jung-ha (en) : Kim Eun-han